# Cyrtorhinus caricis
Cyrtorhinus caricis ist eine Wanzenart aus der Familie der Weichwanzen (Miridae).

## Merkmale
Die Wanzen werden 3,4 bis 4,0 Millimeter lang. Sie haben grünlich gefärbte Hemielytren mit einem dunklen Streifen entlang der Mitte, der über den Clavus und den inneren Teil des Coriums verläuft. Die Fühler sind komplett schwarz. Die adulten Wanzen sind immer voll geflügelt (makropter).

## Vorkommen und Lebensraum
Die Art ist holarktisch von Europa ohne dem Süden bis Sibirien, China, Korea und Japan sowie in Kanada verbreitet. In Deutschland und Österreich ist sie nur lokal nachgewiesen und ist selten, mancherorts aber häufig. Sie wird vermutlich auf Grund ihrer versteckten Lebensweise häufig übersehen, fehlt aber vermutlich im nordwestlichen Tiefland Deutschlands.
Besiedelt werden feuchte bis nasse, auch überflutete Sauergras- und Binsenbestände in Mooren, Verlandungszonen an Gewässern, Feuchtwiesen und ähnlichem. Man findet sie auch an Brackwasser und an Meeresküsten.

## Lebensweise
Die Wanzen leben überwiegend am Boden oder nahe dem Boden und werden deswegen selten gekeschert. Sie klettern nur abends und bei Windstille an den Pflanzen hoch. Sie ernähren sich vermutlich zoophytophag bis überwiegend räuberisch. Sie scheinen keine Spezialisierung auf bestimmte Wirtspflanzen zu haben. Nachweise gibt es von Simsen (Scirpus), Teichbinsen (Schoenoplectus), Seggen (Carex), Binsen (Juncus) und Rohrkolben (Typha). Sie saugen aber auch an den Larven und Eiern von Zikaden der Familie Delphacidae. Die adulten Wanzen können zwar fliegen, tun dies jedoch nur selten.

## Belege